# Dés magyar irodalmi élete
Dés magyar irodalmi élete a két világháború közt, azaz irodalmi élet, újságírás, színjátszás, képzőművészet.
A XIX. században a dési magyar irodalmi élet Medgyes Lajos nevéhez kötődött. A Petőfit óvári házában fogadó s a kor nagyjaival, köztük Jókaival, Teleki Sándorral barátkozó költő-pap szociális tüzű szabadságharcos lírája, bebörtönzésekor szerzett önkényuralom-ellenes versciklusa s 1860-ban a román-magyar testvériség szellemében fogant Békeszózata már az antifasiszta mozgalom idején új szerephez jutott, majd a felszabadulás után sokszor előadott, megzenésített, iskolakönyvekbe foglalt politikai költészetként vált népszerűvé.
A múlt századig nyúlik vissza a helyi sajtó és a műkedvelő színjátszás története is. Már az 1870-es években induló Szolnok-Doboka c. hetilap gondot fordított a helyi szerzők megszólaltatására, az első világháború után nyomába lépő sajtótermékek pedig a kolozsvári írók bevonásával emelték irodalmi anyaguk színvonalát. Gyakoriakká váltak az irodalmi estek: 1930 őszén az Erdélyi Fiatalok csoportjából Balázs Ferenc, Bélteky László, Demeter János, Kováts József találkozott a dési közönséggel, 1932-ben Kovács Katona Jenő mutatkozott be, 1933-ban a Szamosmente c. helyi lap (1931-33) estjén a szomszédos Alsókosályon élő Bartalis János társaságában Ligeti Ernő, Walter Gyula lépett fel, s a helyiek közül a költészetével már feltűnő Varró Dezső.
Az ugyancsak itt megjelenő Szamosvölgyi Napló (1934-38) rendszeres irodalmi rovatába bevonta a szamosújvári írókat s Szolnok-Doboka már ismert íróit is; munkatársai közt volt Bárd Oszkár, Flórián Tibor, Huber Győző, Parádi Ferenc, Szopos Sándor, Varró Dezső, majd bővült a lap írógárdája, s 1935-ben Fekete Lajos, Erdélyi Ágnes, Farkas Sándor, Hegyi Mózes, Salgó Olga verseit is közre adták. Az említett két helyi lapon kívül 1918 és 1940 között még 12 hetilap és folyóirat jelent itt meg, többnyire rövid ideig, s a város 6 nyomdája közül egyedül a Medgyesi Lajos Könyvnyomdában 16 mű jelent meg. Közöl már a Désen lakó Daday Loránd is, több ízben Reményik Sándor tart itt "zenés irodalmi est"-et. 1937-ben Sztojka László kezdeményezésére a táj íróit és művészeit mutatja be a Kis-Szamosvölgyi Album.
A második világháború alatt Móricz Zsigmond, majd Féja Géza és Sinka István látogatott Désre, erre az időre esik az EME tudományos vándorgyűlése (1942) és az EMGE kiállításokkal egybekötött 99. közgyűlése (1944).
A második világháború után klasszikus és népi írók, kommunista szerzők drámáival jelentkezett a megújhodott műkedvelő gárda, újra meg újra kiváltva az országos sajtó elismerését művészeti teljesítményeivel. A dési színjátszás történetét Enyedi Sándor dolgozta fel déscichegyi tanársága idején. A városhoz kötődött Daday Loránd és Varró Dezső írói működésének teljessé válása.